# Harpactea pisidica
Harpactea pisidica är en spindelart som beskrevs av Brignoli 1978. Harpactea pisidica ingår i släktet Harpactea och familjen ringögonspindlar.
Artens utbredningsområde är Turkiet. Inga underarter finns listade i Catalogue of Life.